# Феодор Комнін Дука
Феодор Комнін Дука (грец. Θεόδωρος Κομνηνὸς Δούκας; 1180/1185 — після 1253) — 2-й володар Епірського деспотату і 1-й імператор Фессалонікійської імперії в 1224—1230 роках.

## Життєпис
Походив з династії Ангелів. Третій син севастократора Іоанна Ангела Дуки Комніна, дуки Епіру і Фессалії, та можливо Зої Дукени. Народився між 1180 та 1185 роками.
Після падіння Константинополя 1204 року служив нікейському імператорові Феодору I Ласкарю. У 1205 році приєднався до Лева Сгура, після смерті якого 1208 року очолив оборону Акрокоринфу, який утримував від хрестоносців до 1210 року. 1212 року перебрався до Епіру і приєднався до свого зведеного брата Михайла I. Коли останнього 1215 року було вбито, Феодор успадкував його владу.
У союзі з державою Рашка і князівством Арбенія вів наступальні війни проти Фессалонікійського королівства і Болгарії. У 1215—1219 роках захопив болгарські міста Охрид, Прилеп і Просек, більшу частину Македонії та Фессалію.
У 1217 переміг і полонив латинського імператора П'єра I, який спробував захопити Діррахій. У 1218—1224 роках відвоював у Фессалонікійського королівства міста Нові Патри, Гребану, Ламію, Касторію, Верру, Платамон, Сервію, Серри, Драма.
У 1224 році захопив Фессалоніки. Натхненний цим успіхом, Феодор I проголосив себе імператором і 1227 році був коронований Охридським архієпископом Димитрієм Хоматіаном. З 1225 року вів війни у Фракії з військами нікейського імператора Іоанна III, захопивши у нього Адріанополь і прилеглі землі.
На початку 1230 року, порушивши раніше укладений мирний договір, він вдерся до Болгарії з великою армією, посиленою західними найманцями, але в березні того ж року в битві біля Клокотниці зазнав нищівної поразки від царя Івана II Асеня. В результаті потрапив у полон і 7 років провів в полоні у болгарській столиці Тирново. У 1234 році він був втягнутий в змову проти царя і після викриття — засліплений.
Володіння Феодора були розділені між Іваном II Асенем, до якого перейшли Фракія, Македонія і Албанія, братами Феодора — Мануїлом і Костянтином, які отримали відповідно Фессалоніки і Акарнанію та Етолію, й його небожем Михайлом Дукою, який став правити в Епірі.
У 1237 році був відпущений з полону. Феодор зумів повернути собі Фессалоніки, вигнавши звідти свого брата Мануїла, який встиг прийняти імператорський титул. Він передав місто в управління своєму синові Івану, а сам же влаштувався в довколишньому місті Воден. Звідти він спробував об'єднати членів свого роду для боротьби проти нікейського імператора Іоанна III Дуки Ватаца.
Після смерті Івана II Асеня в 1241 році імператор Іоанн III Дука Ватац запросив Феодора на перемовини, під час яких той був підступно полонений. У 1242 році він в якості бранця супроводжував нікейців в їх поході на Фессалоніки і за дорученням імператора Іоанна III намагався домовитися з сином про його підпорядкування нікейській імперії і відмову від імператорського титулу. Після цього Феодор отримав володіння в Південній Македонії.
У 1246 році Іоанн III Дука Ватаца скинув молодшого сина Феодора — Дмитрія — і приєднав Фессалоніки до Нікейської імперії. У 1252 році Феодор знову потрапив в полон до Івана III, був запроторений до монастиря в м. Острів, де і помер після 1253 року.

## Родина
Дружина — Марія Петраліфіна
Діти:
- Анна (д/н—1258), дружина Стефана Радослава, короля Сербії
- Іоанн (д/н—1244), 3-й імператор Фессалонік
- Ірина (1220—після 1237), дружина Івана II Асеня, царя Болгарії
- Дмитрій (1230—після 1246), 2-й деспот Фессалонік